# El Cid (serie de televisión)
El Cid es una serie de televisión española de acción, historia y drama producida por Zebra Producciones para Prime Video. Está protagonizada por Jaime Lorente, José Luis García Pérez, Elia Galera, Carlos Bardem, Juan Echanove, Alicia Sanz, Francisco Ortiz, Jaime Olías, Lucía Guerrero, Lucía Díez, Nicolás Illoro, Juan Fernández, Pablo Álvarez, Ginés García Millán, Dani Tatay, David Castillo, Álvaro Rico, Hamid Krim y Zohar Liba.
El tráiler de la serie se lanzó el 12 de noviembre de 2020. La serie se estrenó el 18 de diciembre de 2020.
El 12 de enero de 2021, la serie fue renovada para una segunda temporada, la cual se estrenó el 15 de julio de 2021 en la plataforma Amazon Prime Video.

## Sinopsis
El Cid se basa en las andanzas de Rodrigo Díaz de Vivar, un noble y jefe militar burgalés del medievo. Su apodo variaba según los hispanomusulmanes, que le llamaban El Cid, y los cristianos, que le llamaban El Campeador.
Este noble es uno de los personajes más conocidos de la Edad Media española, siendo el caballero invicto que, a través de sus gestas, fue pilar fundamental en la conquista de la Península de los reinos cristianos. Era vasallo de los monarcas Sancho II y  Alfonso VI de León, pero también sirvió a la Taifa de Zaragoza y luchó contra los almorávides en la península, conquistando la Taifa de Valencia.
El famoso noble se verá envuelto en diferentes batallas entre los reinos cristianos y musulmanes en la península ibérica, así como guerras por el poder entre los reinos cristianos.

## Rodaje
La primera temporada de El Cid fue grabada en gran parte en la provincia de Soria: Almenar de Soria y su castillo, en la iglesia románica de San Miguel de Almazán, Calatañazor, Duruelo de la Sierra y en los montes de Ucero, en el parque natural del Cañón del Río Lobos. También se rodaron secuencias en la puerta del Mercado de Almazán y en el claustro románico de la Concatedral de San Pedro de Soria. Asimismo, en la provincia de Burgos se tomaron escenas en Frías y en el monumento natural del Monte Santiago, mientras que en Zaragoza se grabó en el palacio de la Aljafería. Otras localizaciones incluyeron Albarracín, Madrid (Colegiata de San Isidro), San Martín de Valdeiglesias, Guadamur y La Adrada.

## Reparto
- Jaime Lorente como Rodrigo Díaz de Vivar "El Cid", o Ruy.
- Lucía Guerrero como Jimena Díaz.
- José Luis García Pérez como Fernando I el Grande † (m. 1065).
- Elia Galera como la reina Sancha de León.
- Alicia Sanz como la Infanta Urraca de León.
- Lucía Díez como la Infanta Elvira de León.
- Jaime Olías como Alfonso VI el Bravo de León.
- Francisco Ortiz como Sancho Fernández II el Fuerte de Castilla.
- Nicolás Illoro como García de Galicia.
- Ginés García Millán como Ramiro I de Aragón † (m. 1063).
- Juan Echanove como obispo Don Bernardo.
- Juan Fernández como Rodrigo, el abuelo de Rodrigo Díaz de Vivar (Flaín Muñoz) †.
- Carlos Bardem como conde Flaín de León † (m. 1065).
- Arturo De La Torre como Almotacén
- Dani Tatay como Beltrán Ramírez.
- Pablo Álvarez como Orduño Flaínez, hijo del conde Flaín de León.
- Alfons Nieto como Vellido.
- Sara Vidorreta como Ermesinda.
- Rodrigo Poisón como Velarde †.
- Daniel Albaladejo como Maestro Orotz.
- Álvaro Rico como Nuño †.
- Adrián Salzedo como Alvar.
- David Castillo como Lisardo.
- Ignacio Herráez como Trifón.
- Hamid Krim como Al-Muqtádir.
- Zohar Liba como Abu Bakr.
- Emilio Buale como Sábada.
- Sarah Perles como Amina.
- Adil Koukouh como Mundir.
- Samy Khalil como Yusuf.

## Episodios

### Primera Temporada (2020)
| N.º | Título       | Dirigido por                            | Escrito por | Fecha de lanzamiento original |
| --- | ------------ | --------------------------------------- | --- | ----------------------------- |
| 1   | «La conjura» | Miguel Alcantud y Adolfo Martínez Pérez | Argumento: Luis Arranz, Adolfo Martínez Pérez y José Velasco Guion: Luis Arranz y Adolfo Martínez Pérez                                                | 18 de diciembre de 2020       |
| 2   | «Ordalía»    | Marco A. Castillo                       | Argumento: Luis Arranz, Adolfo Martínez Pérez y José Velasco Guion: Luis Arranz y Adolfo Martínez Pérez                                                | 18 de diciembre de 2020       |
| 3   | «Baraka»     | Miguel Alcantud                         | Argumento: Luis Arranz, Adolfo Martínez Pérez y José Velasco Guion: Ángel Pariente, Cristina Pons, Felipe Mellizo, Adolfo Martínez Pérez y Luis Arranz | 18 de diciembre de 2020       |
| 4   | «Campeador»  | Marco A. Castillo                       | Argumento: Luis Arranz, Adolfo Martínez Pérez y José Velasco Guion: Cristina Pons, Felipe Mellizo, Adolfo Martínez Pérez y Luis Arranz                 | 18 de diciembre de 2020       |
| 5   | «Expiación»  | Arantxa Echevarría                      | Argumento: Luis Arranz, Adolfo Martínez Pérez y José Velasco Guion: Curro Royo, Adolfo Martínez Pérez y Luis Arranz                                    | 18 de diciembre de 2020       |

### Segunda Temporada (2021)
| N.º en serie | N.º en temp. | Título                   | Dirigido por          | Escrito por | Fecha de lanzamiento original |
| ------------ | ------------ | ------------------------ | --------------------- | --- | ----------------------------- |
| 6            | 1            | «Promesas y tentaciones» | Alberto Ruiz Rojo     | Argumento: Luis Arranz, Adolfo Martínez Pérez, Luis Moreno y José Velasco Guion: Nicolás Saad, Ángel E. Pariente, Adolfo Martínez Pérez y Luis Arranz  | 15 de julio de 2021           |
| 7            | 2            | «La carga del deber»     | Miguel Alcantud       | Argumento: Luis Arranz, Adolfo Martínez Pérez, Luis Moreno y José Velasco Guion: Cristina Pons, Adolfo Martínez Pérez y Luis Arranz                    | 15 de julio de 2021           |
| 8            | 3            | «Viento de guerra»       | Manuel Carballo       | Argumento: Luis Arranz, Adolfo Martínez Pérez, Luis Moreno y José Velasco Guion: Luis Moreno, Adolfo Martínez Pérez y Luis Arranz                      | 15 de julio de 2021           |
| 9            | 4            | «Emboscada»              | Adolfo Martínez Pérez | Argumento: Luis Arranz, Adolfo Martínez Pérez, Luis Moreno y José Velasco Guion: Ángel E. Pariente, Cristina Pons, Adolfo Martínez Pérez y Luis Arranz | 15 de julio de 2021           |
| 10           | 5            | «El camino del odio»     | Marco A. Castillo     | Argumento: Luis Arranz, Adolfo Martínez Pérez, Luis Moreno y José Velasco Guion: Felipe Mellizo, Nicolás Saad, Adolfo Martínez Pérez y Luis Arranz     | 15 de julio de 2021           |